# Aleksiej Antonow (polityk)
Aleksiej Konstantinowicz Antonow (ros. Алексей Константинович Антонов, ur. 26 maja?/8 czerwca 1912 w Grodnie, zm. 9 lipca 2010 w Moskwie) – radziecki polityk, wicepremier ZSRR (1980–1988), członek KC KPZR (1971–1989), Bohater Pracy Socjalistycznej (1982).
1930–1935 studiował w Leningradzkim Instytucie Politechnicznym, po czym pracował w elektrowni w Leningradzie, a 1935–1936 był inżynierem biura projektowego Kanału Białomorsko-Bałtyckiego. 1937–1942 inżynier elektryk, szef laboratorium i zastępca głównego konstruktora fabryki nr 379 w Leningradzie, 1942–1945 szef produkcji, główny inżynier i zastępca dyrektora fabryki lotniczej nr 179 w Moskwie, 1945–1953 główny inżynier i zastępca dyrektora fabryki lotniczej nr 218 w Leningradzie, a 1953–1957 fabryki nr 448 w Leningradzie. 1957–1958 główny inżynier Zarządu Przemysłu Lotniczego Sownarchozu Leningradzkiego Przemysłowego Rejonu Administracyjnego, 1958 szef tego Zarządu, 1958–1959 szef zarządu budowy agregatów tego Sownarchozu, 1959–1961 zastępca przewodniczącego, a 1961–1963 przewodniczący tego Sownrachozu. Od 19 września 1963 do 2 października 1965 przewodniczący Sownarchozu Północno-Zachodniego Rejonu Ekonomicznego, od 2 października 1965 do 19 grudnia 1980 minister przemysłu elektrotechnicznego ZSRR. Od 31 października 1961 do 30 marca 1971 zastępca członka, a od 9 kwietnia 1971 do 25 kwietnia 1989 członek KC KPZR, od 19 grudnia 1980 do 1 października 1988 zastępca przewodniczącego Rady Ministrów ZSRR, równocześnie od października 1985 do października 1988 przedstawiciel ZSRR w RWPG, następnie na emeryturze. 1962–1989 deputowany do Rady Najwyższej ZSRR od 6 do 11 kadencji.

## Odznaczenia i nagrody
- Złoty Medal „Sierp i Młot” Bohatera Pracy Socjalistycznej (7 czerwca 1982)
- Order Lenina (czterokrotnie)
- Order Rewolucji Październikowej
- Order Czerwonego Sztandaru Pracy (czterokrotnie)
- Order „Znak Honoru”
- Nagroda Stalinowska III klasy (1951)

Medale ZSRR i odznaczenia zagraniczne.